# دی‌ام‌ای‌زد
دی‌ام‌ای‌زد (به انگلیسی: DMAZ) یک ترکیب شیمیایی است. شکل ظاهری این ترکیب، مایع است.